# パイロクロア
パイロクロア (黄緑石、英語: pyrochlore) はニオブを主成分とする複酸化物鉱物グループの総称（パイロクロアグループ）で、ニオブとタンタルが任意の割合で固溶体となっている。かつては組成式 (Na,Ca)2Nb2O6(OH,F) で表されていたが、2010年・2013年の再定義に伴い、A2Nb2(O,OH)6Zと表記される。Aにはナトリウム、カルシウム、スズ、ウランなどの金属元素や□（空隙）、Zには水酸基、フッ素、酸素、水分子、□が入る。
パイロクロアのニオブがタンタルに置換するとマイクロ石、チタンに置換するとベタフォ石となり、これらを中心としてパイロクロアスーパーグループを構成している。パイロクロアグループとしては未承認含めて約20種が確認されている。

## 外観
パイロクロアはマグマの貫入による交代作用の末期に形成される。樹脂光沢をもつ黄色-褐色の八面体で自形結晶もよく見られるが、放射性元素を含むことからメタミクト化されていることも多い。メタミクト化や風化による構造・成分の変化、一つの結晶に複数の成分が含まれることが多いことなどから、パイロクロアグループの構造と組成決定には時間を要した。
パイロクロアは霞石閃長岩などのアルカリ性岩のペグマタイトや花崗岩ペグマタイト、グライゼン中で見つかる。カーボナタイト中で濃集しニオブ鉱床を形成することもある。共存鉱物としてはジルコン、エジリン輝石、燐灰石、灰チタン石、コルンブ石などがある。

## 発見と命名
1826年、ノルウェーのヴェストフォル県ラルヴィクのスタヴェルン (フレドリクスヴェルン) の標本がイェンス・ヤコブ・ベルセリウスにより記載された。吹管分析にかけると緑に変色することから、ギリシャ語で火または熱を意味する πΰρ(pyro) と緑色を意味する χλωρός  (chlores) からパイロクロアと名付けられた。和名では黄緑石とも呼ばれる。

## 結晶構造
パイロクロアの結晶構造は立方晶系において一般に「パイロクロア構造」(Fd-3m) と呼ばれる。より一般的には A、Bを共に希土類元素又は遷移金属元素としたときに A2B2O6 および A2B2O7 と表される物質（例えば Y2Ti2O7）の構造のことを言う。パイロクロア構造は単純な蛍石構造 (AO2 = A4O8) からなる超構造体で、陽イオン A と B が面方位 <110> に沿って並んだものである。また、隣接するBサイトの陽イオン間にある四面体状の隙間に陰イオンが入ることができる。これは幾何学的フラストレーションを内在する格子系であり、特異な磁気効果を生み出している。
パイロクロア構造の物質は絶縁体 (La2Zr2O7)、イオン性導電体 (Gd1.9Ca0.1Ti2O6.9), 金属性導電体 (Bi2Ru2O7-y)、スピンアイス磁性体 (Dy2Ti2O7), スピングラス磁性体 (Y2Mo2O7)、ハルデン鎖 (一次元反強磁性鎖) (Tl2Ru2O7)、超伝導体 (Cd2Re2O7)など、多様な物理的性質を示す。
パイロクロア構造には水分子や水酸基、空隙（□）なども入る。2021年に宮脇律郎らにより下記のアラシャ鉱山産が新種記載された水酸空孔パイロクロア（hydroxykenopyrochlore、(◻,Ce,Ba)2(Nb,Ti)2O6(OH,F)）は水酸基と原子空孔（ギリシャ語で空を意味する「ケノ」）を含む。

## ニオブ鉱山
ニオブ鉱石の三大産地はいずれもパイロクロア鉱床である。最大のものはブラジルのミナスジェライス州アラシャ南方のCBMM鉱山であり、それに次ぐのがゴイアス州カタランの東にあるカタラン鉱山である。3番目に大きいのはカナダ・ケベック州シクーティミ近郊の街サントノーレの西部にあるニオベック鉱山である。
パイロクロアは0.05%以上のウランやトリウムを含み、放射能を持つことが多い。